# Rasputín (película)
Rasputín (en inglés: Rasputin the Mad Monk) es una película británica de 1966 producida por Hammer Film Productions y dirigida por Don Sharp. Protagonizada por Christopher Lee y Barbara Shelley, la cinta hace énfasis en Grigori Rasputín y su poder para controlar la magia y seducir a las mujeres.

## Sinopsis
En la campiña rusa, Rasputín cura a la esposa enferma de un posadero, pero seduce a la hija de éste. Un joven intenta matarlo, pero Rasputín le corta la mano y luego intenta violar a la hija que grita. La gente sale de la posada y le ataca, pero él escapa a su monasterio.
Cuando más tarde es llevado ante un obispo ortodoxo por su inmoralidad sexual y su violencia, el posadero sale en defensa del monje. Rasputín protesta que es sexualmente inmoral porque le gusta dar a Dios «pecados dignos de perdón». También afirma tener poderes curativos en sus manos, y no se inmuta ante la acusación del obispo de que su poder procede de Satanás.

## Reparto principal
- Christopher Lee es Grigori Rasputín
- Barbara Shelley es Sonia
- Richard Pasco es Boris Zargo
- Francis Matthews es Ivan
- Suzan Farmer es Vanessa
- Dinsdale Landen es Peter
- Joss Ackland es el obispo
- Bryan Marshall es Vassily

## Recepción
En el sitio especializado en reseñas cinematográficas Rotten Tomatoes, Rasputín cuenta con un porcentaje de aprobación del 50%. Para Eric Henderson de Slant Magazine, «la desenfrenada y gutural interpretación de Lee como el místico traidor es algo digno de contemplar», mientras que para Eddie Harrison del portal Film Authority, «este drama histórico no es típico de las obras de la Hammer, pero da a Lee uno de sus mejores papeles».